# Гастрольный тур Roxette 2010 года
Гастрольный тур Roxette 2010 года — серия концертов и выступлений, которые дала группа Roxette в Европе в 2010 году. Поскольку эти концерты не были приурочены ни к выходу нового (очередного) альбома, ни к какой-либо памятной дате в творчестве коллектива, то и официального названия этот гастрольный тур не получил.
Roxette стали всемирно известны в 1988 году после выхода альбома «Look Sharp!» и песни «It Must Have Been Love», вошедшей в саундтрек к фильму «Красотка» (1990). Группа провела 3 мировых турне, выпустила около 10 студийных альбомов, общие продажи которых превысили 80 млн копий.
После того, как Мари Фредрикссон присоединилась к Перу Гессле на сцене во время его Party Crasher Tour 2009 для исполнения нескольких песен Roxette, пресса и поклонники заговорили о возвращении дуэта на сцену. До этого последние гастроли группы состоялись 8 лет назад, в 2001 году, когда коллектив принимал участие в Room Service tour 2001.
Весной 2010 года во время записи нового альбома Roxette было объявлено о том, что летом этого же года группа даст несколько концертов в Европе, а именно в Швеции, России, Норвегии и Дании.
После окончания тура группа вернулась в студию для завершения работы над новым альбомом, который должен увидеть свет в начале 2011 года. Гастроли по Скандинавии и России оказались достаточно успешными, поэтому Roxette не исключают возможности отправиться в мировое турне в поддержку нового альбома вскоре после его выхода. Итогом гастролей стало окончательное возвращение Мари Фредрикссон на сцену в качестве солистки и участницы Roxette после девятилетнего перерыва.

## До начала турне

### Свадьба Кронпринцессы Швеции

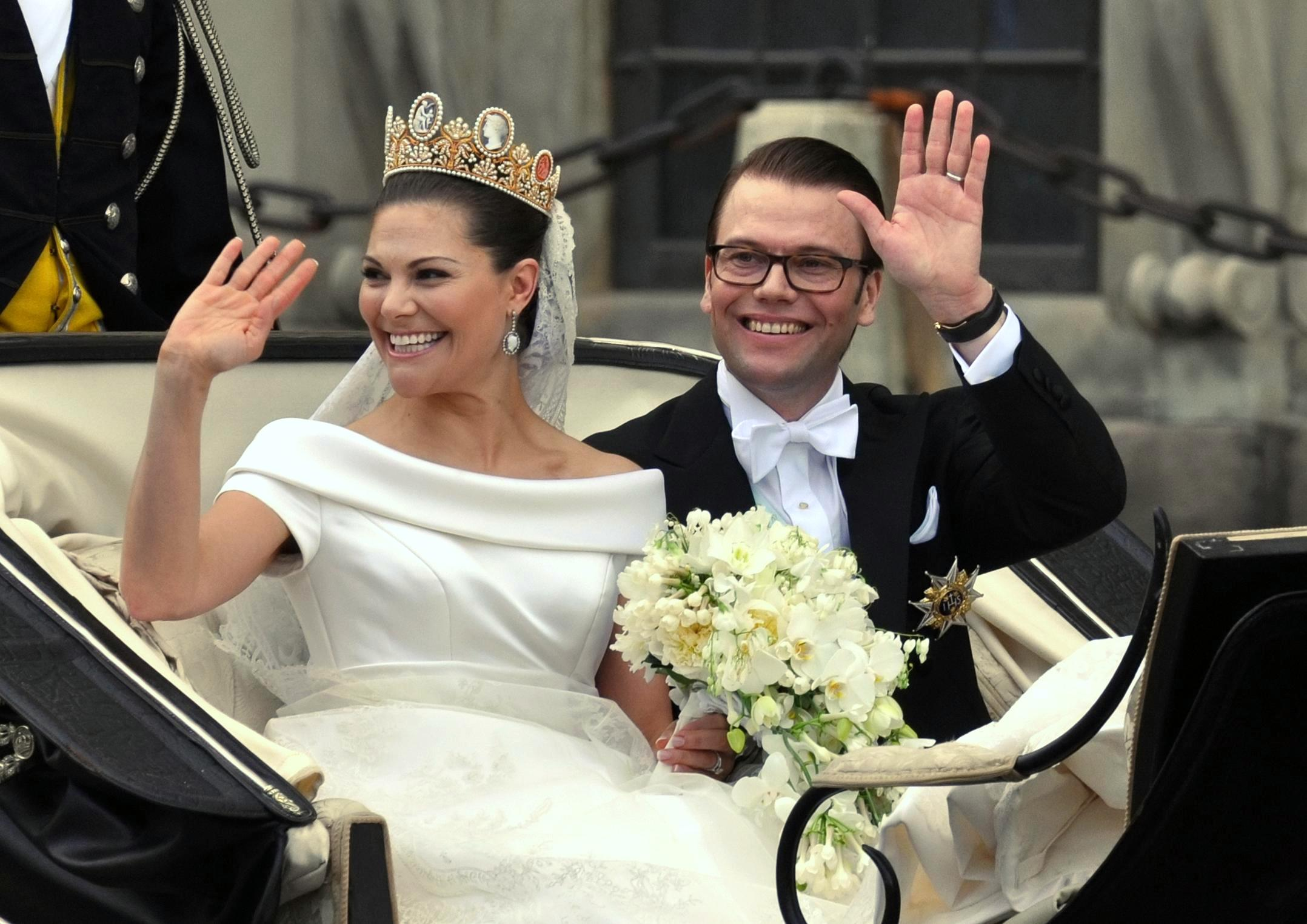
Свадьба принцессы Виктории и Даниэля

О турне было объявлено в ходе работы над новым студийным альбомом Roxette, название которого пока не известно. Репетиции перед туром также проходили в студии примерно за месяц до начала гастролей. Своеобразной «репетицией» можно считать выступление Roxette на церемонии бракосочетания шведской кронпринцессы Виктории и принца Даниэля, которая состоялась в Стокгольме 18 июня. Группа в полном составе исполнила песню «The look» перед королевской семьей Швеции, членами парламента и приглашенными гостями, среди которых были Президент Финляндии и Исландии, королевские семьи Бельгии, Норвегии, Дании, Иордании, Нидерландов, Великобритании, а также наследный принц Японии — Нарухито. Церемония транслировалась в прямом эфире шведским телеканалом SVT.
Позже была организована закрытая вечеринка, на которую были также приглашены Roxette. На этот раз они исполнили 6 песен: «The Look», «Listen to your heart», «Joyride», «Dressed for success» и «It must have been love». Началось же выступление с любимой песни Виктории и Даниэля «Om du bara vill» («Mazarin», 2003), которую Пер Гессле исполнил вместе с Хеленой Юсефссон.

### Обсуждения в прессе
Поскольку концерт в Хальмстаде (ранее в Андерсторпе) был изначально объявлен первым концертом тура, большинство поклонников группы поспешили купить билеты именно на это представление. За 11 дней до концерта в местных газетах появились сообщения о том, что порядка 16 000 человек по официальным данным уже купили билеты. Ожидается, что всего концерт посетит около 22 000 зрителей в то время, как площадка способна вместить до 30 000. По местным меркам это считается довольно многолюдным концертом, поэтому в газетах обсуждались и вопросы безопасности зрителей в том числе с участием местной полиции и средств и сил организаторов представления.

### Фотовыставка «Пер Гессле — Король Тюлёсанда»
С 16 июня по 13 августа в публичной библиотеке местечка Söndrum (Jutaplatsen 5, 302 92, Halmstad), пригороде Хальмстада, Швеция, состоялась небольшая фотовыставка Дана Карлссона. Были представлены фотографии с хальмстадских концертов Roxette, Пера Гессле и Gyllene Tider. Некоторые фотографии можно было также приобрести за отдельную плату.

### «Секретное» выступление

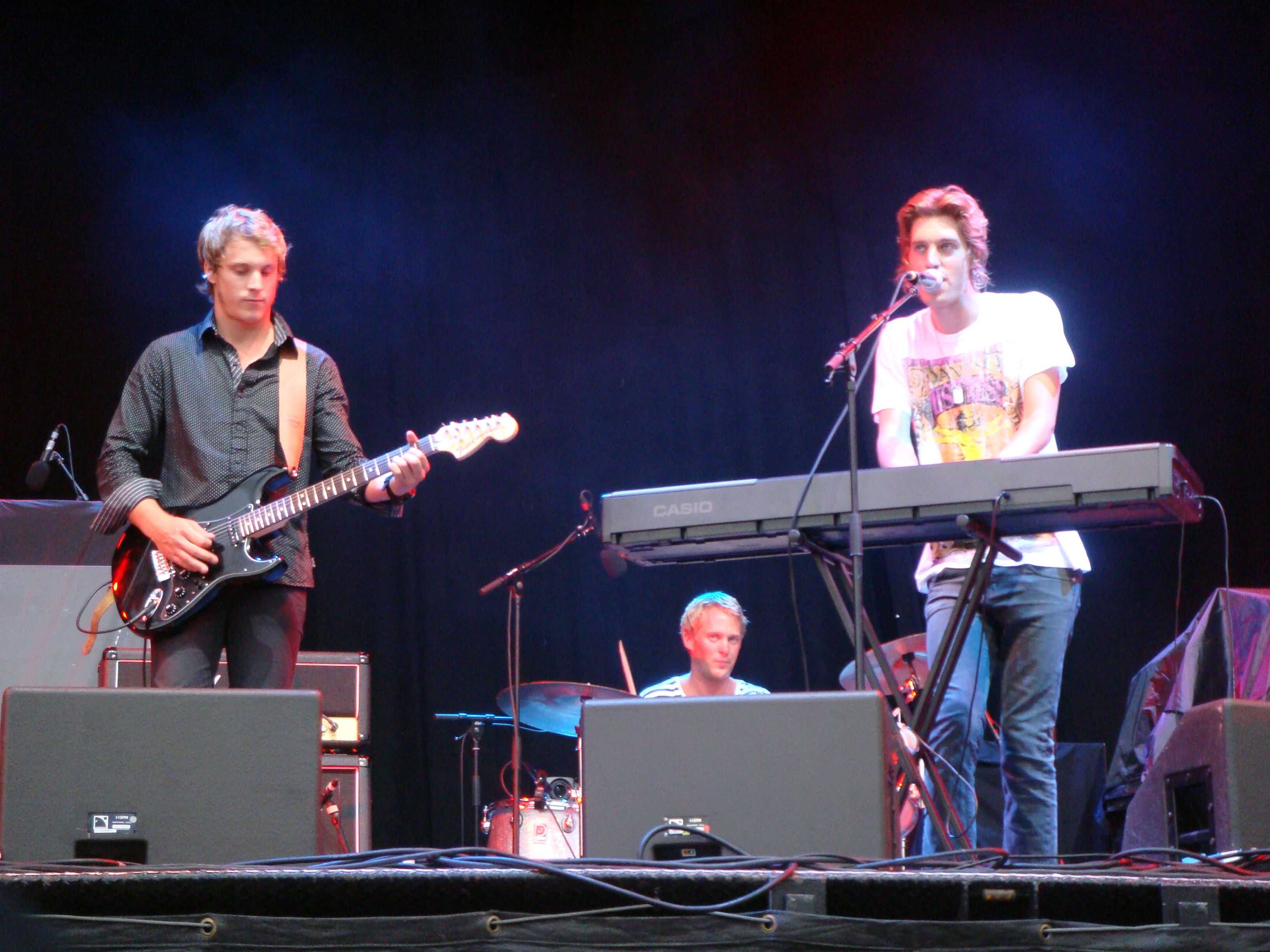
Шведская рок-группа Vikunja на разогреве у Roxette в Хальмстаде 14 августа 2010 года

4 августа 2010 года в баре «Leif’s Lounge» отеля Tylösand (Хальмстад, Швеция) состоялось «секретное» выступление, которое музыканты позиционировали как «генеральную репетицию». О выступлении было объявлено всего за сутки. Билеты продавались только на стойке регистрации отеля по цене 295 SEK (билеты на полноценный концерт стоили ок. 500 SEK). Всего было выпущено 600 билетов, которые поступили в продажу в 11 утра. Билеты были распроданы полностью за 2,5 часа. Концерт начался в 10 вечера. Это не первый «секретный» концерт, который организуют Roxette. Ранее, в 2003 и в 2007 году подобные выступления давал Пер Гессле перед началом своих сольных турне, а в 2004 году — группа Gyllene Tider перед началом юбилейных гастролей.
Корреспондент газеты «Goteborgs-Posten» Лина Брустрём вела прямой репортаж на интернет-сайте издания. Она отметила, что в целом выступление прошло довольно хорошо, только иногда пропадал голос у Мари Фредрикссон (что отчасти может быть также связано с не очень хорошо настроенным микрофоном). В остальном, судя по реакции публики, генеральная репетиция предстоящих больших концертов завершена успешно.
Всего концерт посмотрело более 1000 человек — 600 зрителей купивших билеты, а также постояльцы отеля и приглашенные гости, друзья музыкантов. Вместо запланированных 60 минут шоу продолжалось около двух часов. Всего была исполнена 21 песня, а также заявлено о том, что новый альбом Roxette записан уже на половину. Запись оставшихся песен продолжится осенью этого года. Выход новой пластинки возможен в конце декабря. В 2011 году музыканты не исключают возможности отправиться в мировое турне.

### Выбор песен

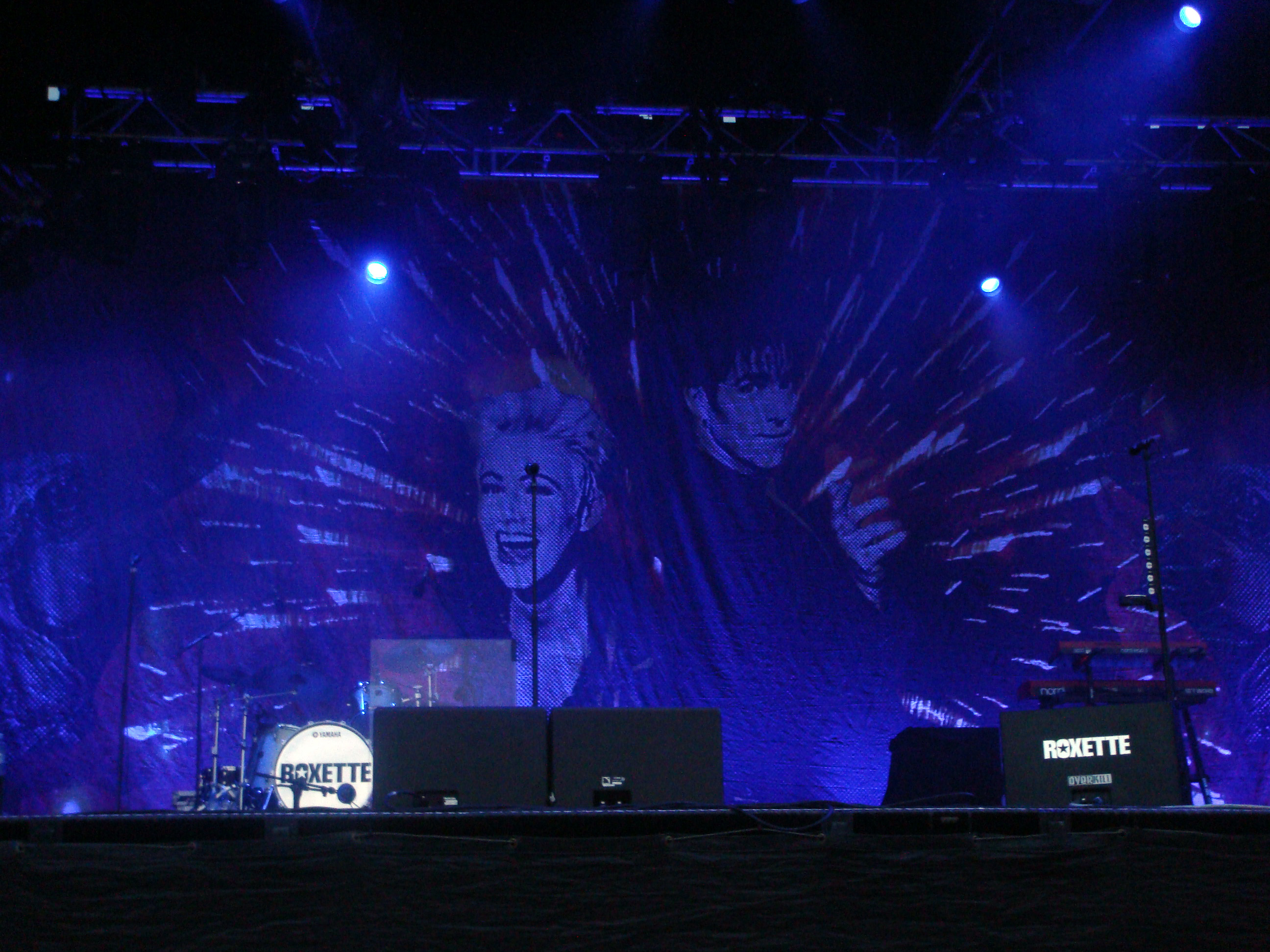
Оформление сцены

Перед началом сольного тура по клубам Европы в 2009 году Пер Гессле попросил своих поклонников помочь ему выбрать подходящие песни для сет-листа. Музыкант хотел сделать сюрприз слушателям и сыграть на концерте именно то, что они больше всего хотят услышать. С развитием современных интернет-технологий просьба не осталась без ответа. Перед началом концертов в 2010 году история повторилась. Результат не был известен до конца голосования и оказался довольно неожиданным. Лидером по «запросам» оказалась песня «Silver blue» (1988), которую Roxette не исполняли со сцены более 15 лет.

## Музыканты

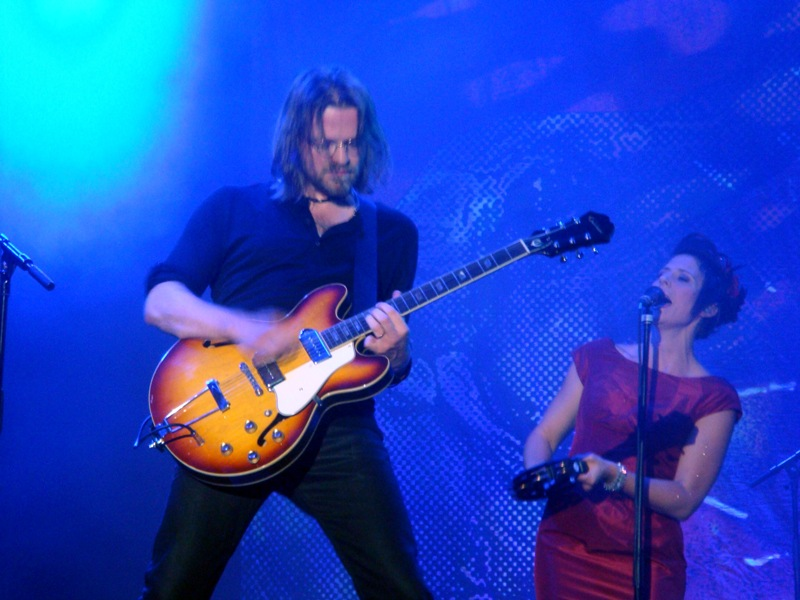
Кристофер Лундквист и Молин Экштранд

- Пер Гессле — основной вокал, электрогитара, акустическая гитара, губная гармошка
- Мари Фредрикссон — основной вокал, бэк-вокал, перкуссия, клавишные
- Кристо́фер Лундкви́ст — электрогитара, электрогусли, бэк-вокал
- Кларенс Эверман — клавишные, акустическая гитара (для песни «Church of your heart»)
- Пелле А́льсинг — ударные, перкуссия
- Магнус Бёрьессон — бас-гитара, бэк-вокал
- Молин Экстранд — бэк-вокал, перкуссия[13]

Для концерта 14 августа в Хальмстаде. Группа Gyllene Tider:
- Пер Гессле — основной вокал, электрогитара, губная гармошка
- Матс МП Перссон — электрогитара
- Андерс Херрлин — бас-гитара, бэк-вокал
- Йонас Фритцон — клавишные
- Мике «Зюд» Андерссон — ударные, перкуссия, бэк-вокал

## Расписание концертов
| Дата концерта | Город/страна                            | Арена                               | Начало шоу | Примечания |
| ------------- | --------------------------------------- | ----------------------------------- | ---------- | --- |
| 4 августа     | Хальмстад, Швеция                       | Бар Leif’s Launge, Отель «Tylösand» | 22:00      | «Секретное выступление» (генеральная репетиция), 1000 зрителей. 600 билетов продавались только на стойке регистрации гостей отеля + 400 приглашенных гостей, друзей и коллег музыкантов. |
| 7 августа     | Сундсвалль, Швеция                      | Норрпортен-Арена                    | 22:17      | 16 000 зрителей. На разогреве играла немецкая группа The Baseballs. |
| 8 августа     | Сканнерборг, Дания                      | Skanderborg Festival Ground         | 22:00      | ок. 25 000 зрителей На концерте было исполнено 15 песен вместо двадцати. Не были исполнены «Opportunity Nox», «Things will never be the same», «Stupid», «Do you wanna be my baby?» и кавер версия песни группы The Monkees «(I’m not your) Stepping stone». Причины сокращения плей-листа не известны. |
| 14 августа    | Хальмстад, Швеция                       | Marknadsplatsen                     | 21:00      | ок. 20 500 зрителей. Первоначально концерт планировалось провести в шведском городе Андерсторп. Позже из-за организаторских проблем он был перенесён в Хальмстад. В качестве «разогрева» выступали шведские коллективы Vikunja и Paintbox. Из-за большого числа иностранных поклонников на концерте Пер Гессле специально поприветствовал их по-английски. В качестве «сюрприза» перед окончанием концерта на сцену вышла группа Gyllene Tider в полном составе и исполнила три песни из своего репертуара. Последнюю «Nar alla vannerna gatt hem» исполняли вместе с Мари Фредрикссон. Единственный раз эта песня исполнялась подобным составом в 1996 году, также в Хальмстаде, в рамках Atertaget turne. |
| 21 августа    | Ставангер (точнее: Рандаберг), Норвегия | Viste Strand                        | 20:00      | ок. 8000 зрителей. Все билеты на концерт были проданы полностью за несколько месяцев до начала концерта. |
| 10 сентября   | Москва, Россия                          | Мегаспорт (на Ходынском поле)       | 20:15      | ок. 9500 зрителей. На разогреве выступала молодая российская группа Zima, которая исполнила 5 песен. |
| 12 сентября   | Санкт-Петербург, Россия                 | Ледовый Дворец                      | 19:00      | ок. 11 000 зрителей. На разогреве, как и в Москве, играла российская группа Zima. |

## Перенос концерта в Андерсторпе
Изначально, было объявлено всего об одном концерте группы, который состоится в городе Андерсторп, Швеция. Концерт должен был пройти в непосредственной близости от площадки для проведения соревнований Формула-1. Были выпущены билеты двух видов — «только для концерта», а также совмещённый билет «Формула-1 + концерт».
8 июля стало известно о том, что на соревнования «Формулы-1» было продано гораздо меньше билетов, чем рассчитывали организаторы и поэтому мероприятие было отменено. Вместе с этим был отменен и запланированный концерт Roxette.
На следующий день менеджмент группы сообщил, что поскольку на концерт уже к тому моменту было продано более 9000 билетов, то сам концерт отменять не будут, но перенесут его из Андерсторпа в родной город Гессле — Хальмстад. Концерт должен был состояться в местечке Брёттет в пригороде Хальмстада. Еще через пару дней стало известно о том, что концерт переносится во второй раз. На этот раз группа выступит в самом центре города, в порту, в Marknadsplatsen.
В связи с переносом концерта из Андерсторпа в Хальмстад, менялись компании, официальные продавцы билетов. Это вызвало достаточную неразбериху среди поклонников коллектива до такой степени, что Пер Гессле лично опубликовал в своем блоге, а также на собственной странице в Facebook информацию о том, какие именно распространители продают «настоящие» билеты.,

## Список песен
| Dressed for success                                               | Да  | Да  | Да  | Да  | Да  | Да  | Да  |  |  |  |
| Sleeping In My Car                                                | Да  | Да  | Да  | Да  | Да  | Да  | Да  |  |  |  |
| Opportunity Nox                                                   | Да  | Да  | Нет | Да  | Да  | Да  | Да  |  |  |  |
| The Big L                                                         | Да  | Да  | Да  | Да  | Да  | Да  | Да  |  |  |  |
| Wish I Could Fly                                                  | Да  | Да  | Да  | Да  | Да  | Да  | Да  |  |  |  |
| She Doesn’t Live Here Anymore                                     | Да  | Да  | Да  | Да  | Да  | Да  | Да  |  |  |  |
| 7Twenty7                                                          | Да  | Да  | Да  | Да  | Нет | Да  | Да  |  |  |  |
| Perfect Day                                                       | Да  | Да  | Нет | Да  | Да  | Да  | Да  |  |  |  |
| Things Will Never Be The Same                                     | Да  | Нет | Нет | Да  | Да  | Да  | Да  |  |  |  |
| It Must Have Been Love                                            | Да  | Да  | Да  | Да  | Да  | Да  | Да  |  |  |  |
| Stupid                                                            | Да  | Да  | Нет | Нет | Нет | Нет | Нет |  |  |  |
| Do You Wanna Be My Baby?                                          | Да  | Да  | Нет | Нет | Нет | Нет | Нет |  |  |  |
| Silver Blue                                                       | Да  | Да  | Да  | Да  | Да  | Да  | Да  |  |  |  |
| Fading Like a Flower                                              | Да  | Да  | Да  | Да  | Да  | Да  | Да  |  |  |  |
| How Do You Do!                                                    | Да  | Да  | Да  | Да  | Да  | Да  | Да  |  |  |  |
| Dangerous                                                         | Да  | Да  | Да  | Да  | Да  | Да  | Да  |  |  |  |
| Joyride                                                           | Да  | Да  | Да  | Да  | Да  | Да  | Да  |  |  |  |
| Listen To Your Heart                                              | Да  | Да  | Да  | Да  | Да  | Да  | Да  |  |  |  |
| The Look                                                          | Да  | Да  | Да  | Да  | Да  | Да  | Да  |  |  |  |
| (I’m Not Your) Steppin' Stone (кавер на песню группы The Monkees) | Да  | Да  | Нет | Нет | Нет | Да  | Да  |  |  |  |
| Church Of Your Heart                                              | Да  | Да  | Да  | Нет | Да  | Да  | Да  |  |  |  |
| Juni, Juli, Augusti*                                              | Нет | Нет | Нет | Да  | Нет | Нет | Нет |  |  |  |
| Sommartider*                                                      | Нет | Нет | Нет | Да  | Нет | Нет | Нет |  |  |  |
| När alla vännerna gått hem*                                       | Нет | Нет | Нет | Да  | Нет | Нет | Нет |  |  |  |
| Всего                                                             | 21  | 20  | 15  | 20  | 17  | 19  | 19  |  |  |  |
|                                                                   |     |     |     |     |     |     |     |  |  |  |

Примечания:
1. Песни помеченные знаком «*» исполнялись группой Gyllene Tider в качестве приглашенного гостя. Композиция «När alla vännerna gått hem» исполнялась совместно Roxette и Gyllene Tider.
2. Песни «Stupid» и «Do you wanna be my baby?» — композиции с сольного альбома Пера Гессле «The World According to Gessle» (1997). Однако, песня «Stupid» исполнялась Roxette в частности в качестве OST для фильма Йонаса Окерлунда «Spun» и была записана на «The RoxBox» (2006).
3. На концертах в Москве и Санкт-Петербурге после представления всех музыкантов группы, гитарист Кристофер Лундквист исполнил на гитаре «Калинку-малинку», которая не включена в вышеуказанный список.

## Критика и отзывы в прессе
Начало гастролей было настолько ожидаемо в Швеции, что даже перед началом «секретного выступления» 4 августа (см. выше) все ведущие шведские ежедневные газеты написали о предстоящем концерте, который на самом деле был всего лишь репетицией. Статьи появились в газетах Expressen, Aftonbladet, Helsinborg Posten и GoteborgsPosten.
Газета Hallands Posten пишет о том, что после того как билеты на генеральную репетицию 4 августа были мгновенно раскуплены, предстоящая неделя пройдет в Швеции под знаком Roxette, которых публика с нетерпением ожидала увидеть на сцене последние 9 лет. После первого концерта в Хальмстаде 4 августа, главный таблоид Швеции газета Aftonbladet назвала Roxette главными претендентами на Rockbjörn, главную музыкальную награду страны. Обозреватель музыкального раздела Йенс Петерсон отозвался о концерте-репетиции самым положительным образом. Возвращение Roxette на сцену стало настолько значительным событием в Швеции, что местная пресса даже публиковала истории поклонников коллектива, которые прилетели специально на концерты из разных уголков планеты. Например, газета «Dagbladet» написала о паре аргентинцев, а «Sundsvalls Tidning» о девушке из Бразилии, которой ко всему прочему посчастливилось оказаться в одном самолете с музыкантами группы. Премьерному концерту в Сундсвалле, музыкальный редактор «Dagbladet» Никлас Эрикссон поставил высшую оценку 5/5.
Несмотря на успех первых двух концертов в Швеции, датская пресса крайне негативно описала выступление Roxette на музыкальном фестивале в Сканнерборге. Gaffa.dk поставила 4/6 (оценка публики 1/6). Газета «Ekstra Bladet» оценила выступление на 2/6. Музыкальный редактор датской газеты «Политикен» Эрик Йенсен написал, что группа выступила «трагически плохо». Второй канал датского телевидения, освещавший событие, дал концерту оценку 2/6. Газета «Horsens Folkenblad» отозвалась о выступлении негативно. Газета «Nordjyske» оценила выступление на 3 из 6. Серия негативных отзывов в датской прессе о выступлении Roxette в этой стране вызвало ответную реакцию шведских СМИ. Так, газета «Aftonbladet» опубликовала статью, в которой автор с некоторым непониманием отнесся к критике «любимых шведами музыкантов». Журналисты таблоида защитили в своей статье Мари Фредрикссон, выступление которой в особенности критиковала датская пресса.
Второй концерт в Хальмстаде (14 августа) был высоко оценен шведской прессой. «Успешным» называет возвращение Roxette на сцену газета «Aftonbladet». Южношведская газета «Sydsvenskan» дает концерту крайне положительные отзывы. Ведущий музыкального раздела Хокан Энгстрём пишет о том, что рад, что Мари Фредрикссон вернулась на сцену. Положительную оценку (с трёхдневным опозданием) поставила «Laholms Tidning». Газета «Бурос Тиднинг» поставила концерту оценку в 3 балла (из 5 или из 6 — не известно). Автор обзора Анна Клессон восхищается выступлением Мари Фредрикссон (песня «Perfect day»), но вместе с тем в конце статьи отмечает, что «первый альбом Roxette всё же бессмертный, в отличие от самой группы». «Неожиданной и усталой ностальгией» называет второй хальмстадский концерт хельсингборгская газета «HD». Оценка концерта по версии музыкального редактора издания: 2 балла из 5. После выступления группы в Норвегии только газета «Aftenbladet» написала о концерте. Обозреватель Хокун Хапнес Странд оценил концерт на 4 из 6, хотя его рецензия скорее похожа на документальный репортаж с места событий. В отдельном фоторепортаже отмечается, что 8.000 зрителей, пришедших посмотреть на «возрождённый дуэт», это «очень много».
Ещё перед выступлением Roxette в России, местная пресса стала публиковать интервью с участниками группы. «Путешествием в радость» называет прошедший московский концерт интернет-сайт радиостанции «Голос России» и его обозреватель Никита Новиков. Елена Лаптева, обозреватель «Комсомольской правды» пишет о том, что концерт в Москве был «интимным, камерным». Наталья Витвицкая, корреспондент издания «Аргументы и факты», отмечает возвращение «главной шведской группы после ABBA» и «непревзойдённых хитмейкеров времён 90-х». Она пишет о том, что несмотря на некоторые проблемы с голосом Мари (она не всегда справлялась со сложными вокальными партиями), группа выступила очень достойно и многие зрители даже стали танцевать парами, вспоминая дискотеки своей молодости. Положительные оценки выступлению группы в Санкт-Петербурге дали издания «Псковская лента», «Голос России», «Известия», «Аргументы и факты», а также «Вести».

## После турне
Примерно через две недели после последнего концерта в Петербурге, группа выступила на корпоративном вечере шведского телеканала TV4, который отмечал своё двадцатилетие. Это третье выступление Roxette перед корпоративными зрителями за всю их карьеру. Первое выступление прошло в 1995 году для «OM-gruppen», второе — в 2001 году для «Carlsberg». На выступлении были исполнены 6 песен из концертного репертуара: «Dressed For Success», «The Look», «Listen to Your Heart», «Joyride», «How Do You Do!» и «Dangerous».
После выхода тура также появились для скачивания в Интернете два бутлега с аудиозаписью концерта в Москве «From Russia with love», видеозапись концерта на DVD (так как официальный DVD после этого гастрольного тура так и не вышел), а также «сборный» бутлег с записью песен со всех концертов тура «The miracle happened».
Через несколько дней после окончания тура Пер Гессле дал интервью корреспонденту TDR, в котором рассказал о некоторых интересных моментах прошедших гастролей, а также о планах на будущее. Пер Гессле считает концерт в Санкт-Петербурге лучшим концертом из всех шести шоу тура. Музыканты были очень удивлены тем фактом, что их выступление в Петербурге посетили 11 000 зрителей, в то время, как концерт Оззи Осборна, выступавшего за день до них — только 6500 зрителей, а концерт Стинга, выступавшего на следующий день после Roxette — всего 6000 человек. Группа планирует полноценный, возможно даже мировой тур в 2011 году, однако на момент записи интервью (сентябрь 2010 года) ничего точно не известно. Тем не менее, Пер Гессле сказал, что «никто не будет разочарован». После выступления Gyllene Tider в Хальмстаде 14 августа есть вероятность, что группа может вновь собраться вместе после шестилетнего перерыва. На вопрос о дате выхода нового альбома Roxette, Гессле ответил, что ещё не все организационные дела завершены. Песни практически записаны, пластинка появится на прилавках магазинов в самом скором времени. Пер также намекает на то, что может быть выпущено какое-либо издание (аудио или видео не уточняется) с записью выступления группы в рамках прошедшего тура.

## Галерея

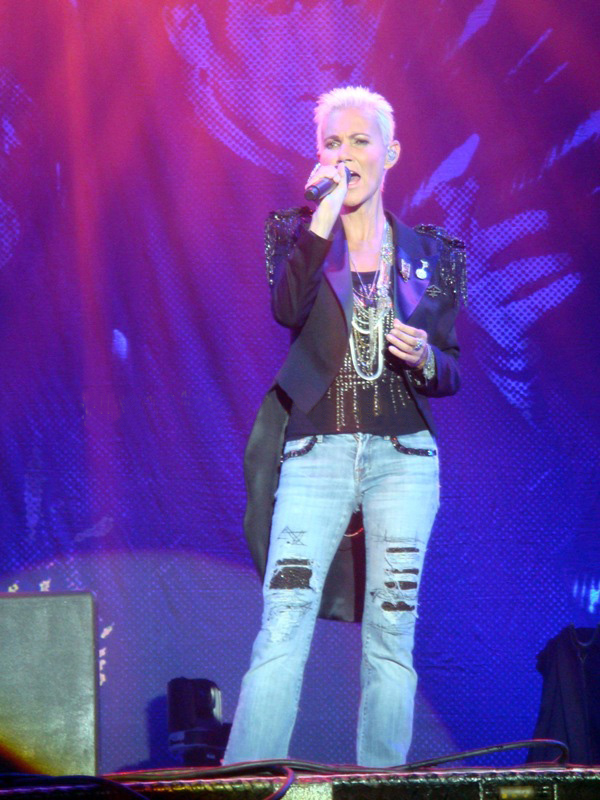
Мари Фредрикссон на концерте в Хальмстаде
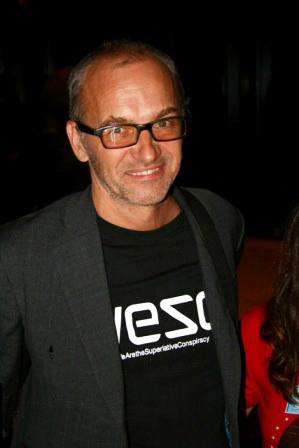
Клавишник и продюсер Roxette Кларенс Эверман после концерта